# Cyclocross Ruddervoorde
Das Cyclocross Ruddervoorde ist ein belgisches Cyclocrossrennen, das seit 1988 nahe dem Ort Ruddervoorde ausgetragen wird.

## Geschichte
Der Wettbewerb wird seit 1988 in Baliebrugge bei Ruddervoorde in der Gemeinde Oostkamp ausgetragen. Seine Entstehung ist dem Ortsrat zu verdanken, der 1984 zunächst ein Straßenrennen für Junioren einrichtete und vier Jahre später dann ein Querfeldeinrennen. Der Cross findet seit seinem Bestehen stets auf demselben Gelände statt, das den Gebrüdern Pyfferoen gehört, die es im Laufe der Jahre eigens für das Rennen angepasst haben. So gibt es inzwischen mehrere künstliche Hügel, einen Pumptrack, eine feste Sandpiste sowie eine extra gebaute Start- und Zielgerade aus Klinkerpflaster.
Der Termin des Rennens lag zunächst Anfang Januar, 1994/1995 auch an Silvester. Seit der Saison 1998/1999 ist das Rennen Teil der Superprestige-Serie und hat seinen Termin im Oktober. Im Januar 2009 wurden auf dem Gelände zudem die belgischen Meisterschaften ausgetragen, gewonnen von Sven Nys bei den Männern und Joyce Vanderbeken bei den Frauen. Nys ist zudem Rekordsieger des Rennens mit zehn Erfolgen. Ein regelmäßiges Frauenrennen gibt es seit 2011, Rekordsiegerin ist Ceylin del Carmen Alvarado mit vier Erfolgen.

## Siegerliste

### Männer
- 1988:  Chris David
- 1989:  Chris David
- 1990: nicht ausgetragen
- 1991:  Johnny Blomme
- 1992:  Johnny Blomme
- 1993:  Pascal Van Riet
- 1994 (Jan):  Filip Van Luchem
- 1994 (Dez):  Paul Herijgers
- 1996 (Jan):  Erwin Vervecken
- 1997:  Sven Nys
- 1998 (Jan):  Danny De Bie
- 1998 (Okt):  Sven Nys
- 1999:  Sven Nys
- 2000:  Richard Groenendaal
- 2001:  Bart Wellens
- 2002:  Sven Nys
- 2003:  Bart Wellens
- 2004:  Sven Nys
- 2005:  Bart Wellens
- 2006:  Sven Nys
- 2007:  Sven Nys
- 2008:  Sven Nys
- 2009:  Sven Nys
- 2010:  Zdeněk Štybar
- 2011:  Niels Albert
- 2012:  Sven Nys
- 2013:  Klaas Vantornout
- 2014:  Tom Meeusen
- 2015:  Kevin Pauwels
- 2016:  Mathieu van der Poel
- 2017:  Mathieu van der Poel
- 2018:  Mathieu van der Poel
- 2019:  Mathieu van der Poel
- 2020:  Eli Iserbyt
- 2021:  Eli Iserbyt
- 2022:  Eli Iserbyt
- 2023:  Eli Iserbyt
- 2024:  Joran Wyseure

### Frauen
- 2011:  Helen Wyman
- 2012:  Nikki Brammeier
- 2013:  Helen Wyman
- 2014:  Sanne Cant
- 2015:  Sanne Cant
- 2016:  Sophie de Boer
- 2017:  Maud Kaptheijns
- 2018:  Marianne Vos
- 2019:  Ceylin del Carmen Alvarado
- 2020:  Ceylin del Carmen Alvarado
- 2021:  Denise Betsema
- 2022:  Denise Betsema
- 2023:  Ceylin del Carmen Alvarado
- 2024:  Ceylin del Carmen Alvarado